# Nachholende Entwicklung
Unter nachholender Entwicklung versteht man einen Aufholprozess eines Entwicklungslandes gegenüber den Industrieländern, der dadurch gekennzeichnet ist, dass soziale, demographische, politische oder infrastrukturelle Vorgänge, die sich in den heutigen Industrieländern über einen großen geschichtlichen Zeitraum erstreckt haben, in relativ kurzer Zeit vonstattengehen.  
Sie basiert auf der modernisierungstheoretischen Vorstellung, den westlichen Entwicklungsweg direkt auf die Entwicklungsländer übertragen zu können. Durch das Ausbleiben von Erfolgen in der Entwicklungshilfe und der anhaltenden weltweiten Armut, kamen in den 1970er Jahren Gegenpositionen in der Entwicklungsforschung auf, die zusammenfassend als Dependenztheorie bezeichnet werden können.
Die Dependenztheorie geht davon aus, dass eine nachholende Entwicklung strukturell unmöglich ist, weil hierarchische Abhängigkeiten (Dependenzen) zwischen Industrie- und Entwicklungsländern die Entwicklungsmöglichkeiten der Letzteren begrenzen. Erfolgreiche Beispiele einer Nachholenden Entwicklung wie Singapur stehen im Widerspruch zu dieser Auffassung.